# Ђорђе Табаковић
Ђорђе Табаковић (Арад, Угарска, Аустроугарска, 3. мај 1897 — Нови Сад, СФРЈ, 1. септембар 1971) био је српски архитекта и сликар.

## Порекло, одрастање и образовање
Ђорђе Табаковић потиче из старе угледне српске породице из Арада у данашњој Румунији. Крајем 17. века, Ђорђев чукундеда Ефтимије доселио се из Херцеговине у место Велики Свети Никола (мађ. Nagy Szt. Miklos). Породица је почетни капитал стекла трговином дрвета. Ђорђе је на крштењу добио име Ђура, од миља Ђурица, да би по пресељењу целе породице из Арада у Нови Сад (1928), преузео име "Ђорђе". Његов стриц Александар (1856—1880), био је сликар и архитекта; отац Милан (1860—1946), архитекта и брат Иван (1898—1977), сликар и професор на београдској Уметничкој академији. Сестра Марија (1906—1992) је мајка архитекте Предрага Ристића.
Ђорђе је основну и средњу школу завршио у родном месту. 1915. је отпочео студије на Архитектонском одсеку Техничке велике школе у Будимпешти, одакле је искључен због јавно испољеног националног осећања током Првог светског рата. Током рата је радио као записничар и преводилац у комуникацији са савезничким трупама. Студије је привео крају у Београду, где је на Архитектонском одсеку Техничког факултета дипломирао 6. марта 1922. године.

## Каријера архитекте
Током студија, Ђорђе Табаковић је повремено радио за београдску грађевинску фирму „Пионир“. Усавршавао се у Паризу (1923) у атељеу архитеката Едуарда Андреа и Жака Мишела. По повратку у Арад, наставио је праксу у очевом атељеу. Након што се 1928. године цела породица Табаковић из Румуније преселила у Нови Сад, Ђорђе је започео самосталан рад у својству овлашћеног инжењера архитектуре. Тако је са оцем подигао кућу у Новом Саду (у данашњој улици Мике Антића бр. 5), у којој је живео до смрти и у којој је имао атеље. Од 1928. до 1941. радио је као архитект и у том периоду је пројектовао у Сремским Карловцима патријаршијску библиотеку (1938) и богословију. Израдио је олтаре у црквама у Руском селу, Мошорину, Стајићеву, Војводи Степи, Крстуру, Хоргошу и Новим Козарцима. Међу пројектима које је Табаковић радио за Српску православну цркву су манастир Свете Меланије Римљанке и Парохијски дом (1938) у Светосавској улици у Зрењанину.
За време Другог светског рата предавао је архитектуру у Средњој техничкој школи у Новом Саду. Од 1. IV 1945. до 31. VIII 1953. радио је као професор и шеф Архитектонског одсека новосадске Грађевинске школе, а затим је предавао историју уметности и примењену уметност на Одсеку за ликовну уметност Више педагошке школе. Његови цртежи-акварели старог Новог Сада, објављени у виду мапе и награђени Октобарском наградом града Новог Сада (1967), одликују се сликарским сензибилитетом и разликују се од архитектонских цртежа. Све што је радио носи печат његове изузетне личности, врло осетљиве, естетски префињене, са смислом за својеврсни хумор. Савез архитеката Југославије прогласио га је 1968. за заслужног члана.
Током студија у Будимпешти, Табаковић је склопио пријатељство са Данилом Каћанским који га је увео у ред Ротари клуба у Новом Саду. У међуратном периоду, Табаковић је постао члан новосадске масонске ложе "Митрополит Стратимировић". Табаковић је адаптирао просторије на првом спрату велелепног здања у Милетићевој улици број 10 у Новом Саду, за потребе Слободних зидара чији је био члан.

## Архитектонски пројекти Ђорђа Табаковића

### У Новом Саду:
- Зграда др Вилта, данас улица Мирослава Антића 1 (1928);
- Хотел "Парк", данас у Футошкој улици 68 (1929);
- Зграда Тапавица, данас Дунавска улица 32 (1929);
- Породична кућа Табаковића, данас улица Мирослава Антића 5 (1929);
- Кућа др. Вермеша, данас Футошка улица 66 (1930);
- Кућа Цветана Ђорђевића, данас улица Николе Тесле 30 (1930);
- Дом Новосадске трговачке омладине (1931);
- Кућа др Ћирића, данас улица Николе Тесле 2 (1931);
- Зграда Црвеног крста, данас у булевару Михајла Пупина 21 (1932);
- Зграда Лекарске коморе, данас на тргу Ференца Фехера 7 (1932);
- Зграда у Стражиловској улици 3-7 (1932);
- Зграда на тргу Ференца Фехера 1 (1932);
- Зграда у Темеринској улици 8 (1932);
- Добротворна установа "Кора хлеба", данас у улици Соње Маринковић 1 (1932);
- Зграда др Ђуре Јовановића у улици Илије Огњановића 9 (1932);
- Зграда др Игњатовића у улици Илије Огњановића 1 (1932);
- Кућа Петра Деђанског, данас Радничка улица 29  (1932);
- Клајнова палата у улици краља Александра 6 (1932);
- Вила Антонић, данас Хајдук Вељкова улица 4 (1933);
- Зграда Пензионог фонда, Трговачке и обртне банке у улици Јована Бошковића 2 (1934);
- Танурџићева палата, данас у улици Модене 1 (1934 — 1936);
- Кућа Андрије Вељковића, данас улица Стевана Бранковачког 2 (1935);
- Соколски дом, данашње Позориште младих у улици Игњата Павласа 4 (1935);
- Вила у улици др Хемпта 4 (1935 — 1936);
- Кућа породице Рак у Стражиловској улици 8 (1936);
- Зграда адвоката Тонтића, данас у улици војводе Бојовића 3 (1936);
- Зграда дневног листа "Југословенски дневник" у улици Јована Ђорђевића 2 (1936);
- Дечије склониште у Пионирској улици 8 (1937);
- Кућа Ксеније Паланачки, данас улица Антона Чехова 8 (1937);
- Вила "Олга" на Рибњаку (1938);
- Зграда Николић-Ненадовић, данас у улици Максима Горког 18 (1938);
- Стамбена зграда Трговачке обртне банке у близини Радничког дома (1938);
- Хотел "Рекс" као доградња Танурџићеве палате (1939);
- Зграда Јованке Милић, данас у улици Васе Стајића 14 (1939);
- Зграда Драге Могић, данас у улици Арсе Теодоровића 13 (1939);
- Шегртски дом, данас у Висарионовој улици 3 (1940);
- Зграда Гавре Нецкова, данас на Тргу Републике 21 (1940).

### У Сремским Карловцима:
- Кућа Катарине Милић (1938)

### У Зрењанину:
- Вила Еугена Калаија у улици Зорана Каменковића (1934);
- Дечији дом у улици Мирослава Тирша (1935);
- Адаптација зграде Јозефа Амброзија (1938);
- Парохијски дом Српске православне цркве у Светосавској 2а (1938);
- Берза рада у улици Бригадира Ристића (1939);
- Манастир свете Марије Римљанке (1939);
- Управна зграда Бегејске водне заједнице, данас Водопривредно предузеће „Средњи Банат” (1954);
- Вила браће Драган у улици Емила Гаврила (непотврђено).[8]

### У Суботици:
- Берза рада (1935)

### У Србобрану:
- Задружни дом[9]

### У Кикинди:
- Ђачки и Соколски дом

## Слике Табаковићевих пројеката
- Танурџићева палата (1933)
- Макета изгорелог Дунђерсковог позоришта
- Угао зграде у Земуну

## Ангажман у сценографији и илустрацији
Ђорђе Табаковић се осим архитектуром бавио и опремом књига, сценографијом и уређењем ентеријера. Опремио је књиге за Српско народно позориште, где је још сценографски опремио представе: Хвалисави војник (1952), Вертер, Покојник, Јунаци Павлове улице, Манон Леско (1953), Леда (1953), На западним котама и Насловна страна. Израдио је ентеријер Позоришта у Зрењанину (1957) и Поште у Новом Саду (1963). Табаковић је од 1947. до 1964. био ангажован као сценограф у Српском народном позоришту.
Ђорђе Табаковић је илустровао Индијске проповетке (1958).

## Смрт и постхумне почасти
Ђорђе Табаковић је умро 1971. године у Новом Саду. Урна са његовим пепелом је положена у розалијум на београдском Новом гробљу.
Друштво архитеката Новог Сада установило је 1994. награду под његовим именом.